# اوتلندز (ویرجنیا)
اوتلندز (به انگلیسی: Oatlands) یک منطقهٔ مسکونی در ایالات متحده آمریکا است که در شهرستان لادن، ویرجینیا واقع شده‌است.